# الساندرو اوسو
الساندرو اوسو (انگلیسی: Alessandro Osso؛ زادهٔ ۵ مهٔ ۱۹۸۷) بازیکن فوتبال اهل ایتالیا است.
از باشگاه‌هایی که در آن بازی کرده‌است می‌توان به باشگاه فوتبال اودینزه اشاره کرد.